# Sofmap

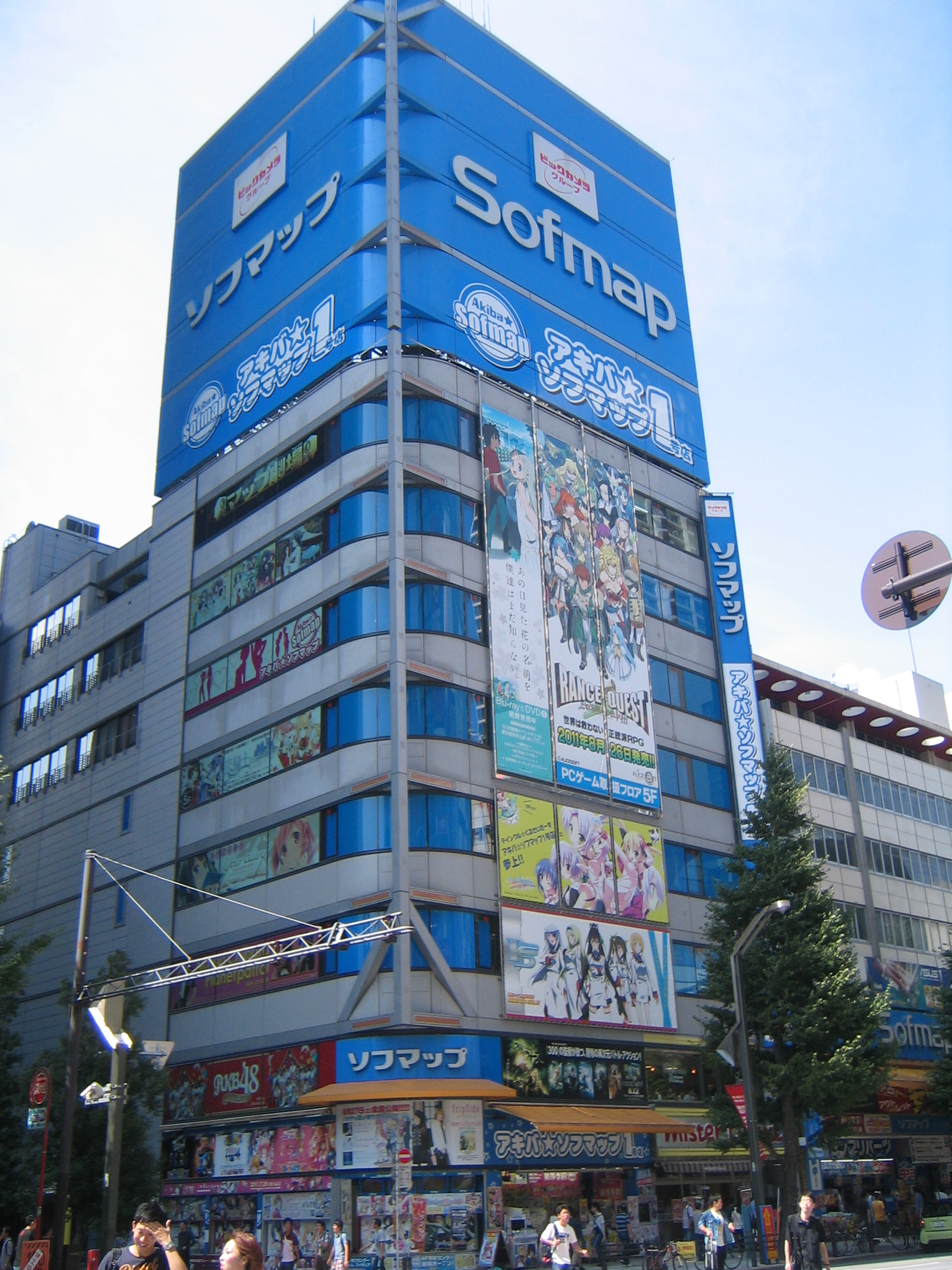
位於秋葉原的一家Sofmap商店

Sofmap是日本一家个人电脑和消费电子产品零售商。2006年，Bic Camera收购了Sofmap絕大部分股份，2010年1月，Sofmap成為Bic Camera全资子公司。Sofmap曾在東京證券交易所上市，2010年1月26日退市。

## 历史
1982年，鈴木慶在新宿成立一家软件租赁公司，随后在神田、秋葉原和涩谷開設分店。1984 年，Sofmap開始銷售電腦以及红白机。一年后，由於該公司違反著作權法，Sofmap不再從事软件租赁业务。
1997年，Sofmap被丸紅收购。
2000年，公司創始人铃木慶退休，同時公司開設了网站 sofmap.com。
2005年，丸红将其持有的部分Sofmap股份转让给Bic Camera 。截至2006年，Bic Camera拥有Sofmap 61.56%的股份。2007年9月起，Sofmap開始銷售家電類產品。 2010年1月29日，Sofmap成为Bic Camera的全资子公司。